# Orvasca lavella
Orvasca lavella är en fjärilsart som beskrevs av Bethune-Baker 1910. Orvasca lavella ingår i släktet Orvasca och familjen tofsspinnare. Inga underarter finns listade i Catalogue of Life.